# Daniel Webber
Daniel Peter Webber né le 28 juin 1988 à Gosford, en Nouvelle-Galles du Sud, est un acteur australien plus connu pour avoir interprété les rôles de Lee Harvey Oswald dans la mini-série 11.22.63 et Lewis Wilson dans la série The Punisher.

## Biographie
Daniel Webber a grandi sur la côte centrale de Nouvelle-Galles du Sud et a fréquenté le Green Point Christian College. Il a une grande sœur, Kylie et une petite sœur, Sarah. 
Trampoliniste, il a participé à la cérémonie de clôture des Jeux olympiques d'été de 2000.

## Carrière
Daniel Webber commence sa carrière en 2009 avec le film The Combination.
De 2009 à 2010, il a interprété Darius Pike dans la série télévisée K-9. Il a également eu des rôles sur Tous les Saints et dans la mini-série Devil's Dust.
En 2011, il joue avec Emily Browning dans Sleeping Beauty.
En 2015, il interprète Ryan Kelly, un harceleur, dans un feuilleton australien Home and Away. 
L'année suivante, il obtient le rôle de Lee Harvey Oswald dans la mini-série 11.22.63, produit par JJ Abrams, qui était son premier rôle aux États-Unis et dans lequel il tourne aux côtés de Lucy Fry, James Franco et Sarah Gadon. Il a obtenu le rôle après avoir envoyé une cassette d'audition, qu'il avait deux jours pour se préparer, y compris en regardant des actualités sur Oswald et en écoutant des extraits de sa voix. Après avoir été choisi, il a ensuite lu le roman sur lequel il était basé, ainsi que d'autres livres sur l'assassinat. Il a reçu des éloges pour "maîtriser le modèle de langage particulier d'Oswald et son sens croissant de paranoïa." 
En 2017, il incarne un ancien combattant de l'armée des États-Unis souffrant de SSPT dans la série télévisée Netflix The Punisher. Ainsi que dans le film Thumper aux côtés de Lena Headey et de sa compatriote australienne Eliza Taylor.
En 2019, il joue le chanteur principal de Mötley Crüe, Vince Neil, dans le film The Dirt avec à ses côtés, Iwan Rheon et Douglas Booth. Il tourne également pour la seconde fois sous la direction de Kriv Stenders dans le film de guerre Danger Close : The Battle of Long Tan.
En 2020, il partage l'affiche avec Daniel Radcliffe dans Escape from Pretoria. 
En 2024, sort le film Furiosa - Une Saga Mad Max, dans lequel il interpréte le rôle de War Boy.

## Vie privée
Il a été en couple entre 2016 et 2018 avec Lucy Fry, rencontrée sur le tournage de 22.11.63.

## Filmographie

### Cinéma

#### Longs métrages
- 2009 : The Combination de David Field : Jason
- 2011 : Sleeping Beauty de Julia Leigh : assistant magasin d'espionnage
- 2012 : The Girl Who Lived d'Adam Loughlin : Caspar
- 2013 : Galore de Rhys Graham : Shane
- 2013 : Deceit de Dale Sadler: Xavier Thornton
- 2016 : Teenage Kicks de Craig Boreham : Dan O'Connel
- 2016 : All Night Gaming de Michael Cusack : Will
- 2017 : Thumper de Jordan Ross : Beaver
- 2017 : Australia Day de Kriv Stenders : Jason Patterson
- 2019 : The Dirt de Jeff Tremaine : Vince Neil
- 2019 : Danger Close : The Battle of Long Tan de Kriv Stenders : soldat Paul Large
- 2020 : Escape from Pretoria de Francis Annan : Stephen Lee
- 2024 : Furiosa : Une saga Mad Max (Furiosa: A Mad Max Saga) de George Miller : War Boy

#### Courts métrages
- 2009 : Multiple Choice de Michael Goode : Andy
- 2012 : Baseheart de Xiaofu Wang : Un homme
- 2012 : Reason to Smile de Rene Hernandez : Jake
- 2013 : Spine de Sophie Miller : Wayne
- 2013 : Break de Liz Cooper : Liam
- 2014 : Eric d'Andrew Lee : Eric
- 2015 : Skin de Liselle Mei : Luke
- 2015 : Summer Nights de Grégoire Lière : Indy

### Télévision

#### Séries télévisées
- 2008 : All Saints : Kieran Foster
- 2009 : K-9 : Darius Pike
- 2012 : Devil's Dust : Jeune homme
- 2015 : Summer Bay (Home and Away) : Ryan Kelly
- 2016 : 22.11.63 (orig. 11.22.63) : Lee Harvey Oswald
- 2017 : The Punisher : Lewis Wilson